# Timeless (John Abercrombie)
| Recensione     | Giudizio |
| -------------- | -------- |
| AllMusic       |          |
| Piero Scaruffi |          |

Timeless è il primo album in studio del musicista jazz statunitense John Abercrombie, pubblicato nel giugno del 1975.

## Tracce

### LP
(1975, ECM Records, ECM 1047)
Lato A (ECM 1047 A CP)
1. Lungs – 12:09 (musica: Jan Hammer)
2. Love Song – 4:35 (musica: John Abercrombie)
3. Ralph's Piano Waltz – 4:56 (musica: John Abercrombie)

Durata totale: 21:40
Lato B (ECM 1047 B CP)
1. Red and Orange – 5:24 (musica: Jan Hammer)
2. Remembering – 4:32 (musica: John Abercrombie)
3. Timeless – 12:00 (musica: John Abercrombie)

Durata totale: 21:56

## Formazione
- John Abercrombie – chitarra
- Jan Hammer – organo, piano, sintetizzatore
- Jack DeJohnette – batteria

### Produzione
- Manfred Eicher – produzione
- Registrazioni effettuate il 21 e 22 giugno 1974 al Generation Sound Studios di New York City, New York
- Tony May – ingegnere delle registrazioni
- Jan Erik Kongshaug –  ingegnere missaggio
- Rolf Liese – grafica copertina album originale
- Roberto Masotti – foto copertina album originale[4]